# Wilfried Reybrouck
Wilfried Reybrouck (* 27. Januar 1953 in Brügge, Region Flandern) ist ein ehemaliger belgischer Radrennfahrer und Teammanager. Er war von 1974 bis 1979 als Profi aktiv.

## Sportliche Laufbahn
Wilfried Reybrouck wurde 1974 Profi beim Team Filcas. Bereits im ersten Profijahr erzielte er seinen größten Erfolg, als er beim Giro d’Italia 1974 die 1. Etappe gewann und einen Tag das Rosa Trikot trug. 1975 konnte er neben seinen Siegen außerdem zweite Plätze beim De Kustpijl und bei der Trofeo Luis Puig erreichen. Nachdem er 1976 keine nennenswerte Ergebnisse erzielt hatte, wurde er 1977 Fünfter beim Omloop Vlaamse Scheldeboorden.  1978 gewann er den Maaslandse Pijl. Nach 1976 erwirkte er keine nennenswerte Platzierungen mehr als Platz 10 beim Omloop Vlaamse Scheldeboorden 1979 und beendete am Ende der Saison 1979 seine Profikarriere.
Ab 1980 wurde Reybrouck Team-Manager vom Team Fangio. Dieses Team wurde gesponsert von Wilfried und Guido Reybrouck. Diese Tätigkeit übte er bis 1986 aus und für 1987 war er für das Team ADR tätig.

## Familiäres
Wilfried ist der jüngere Bruder von Guido Reybrouck und Gustave Danneels war der Onkel von beiden. Sein Neffe Fangio Reybrouck, Sohn von Guido, begründete gemeinsam mit Johan Museeuw die Firma „Museeuw Bikes“.

## Erfolge
1974
- eine Etappe Giro d’Italia

1975
- eine Etappe Niederlande-Rundfahrt[3]

1978
- Maaslandse Pijl